# Kemasan (Kota Kediri)
Kemasan is een bestuurslaag in het regentschap Kediri van de provincie Oost-Java, Indonesië. Kemasan telt 1641 inwoners (volkstelling 2010).